# Герб Алітуського повіту

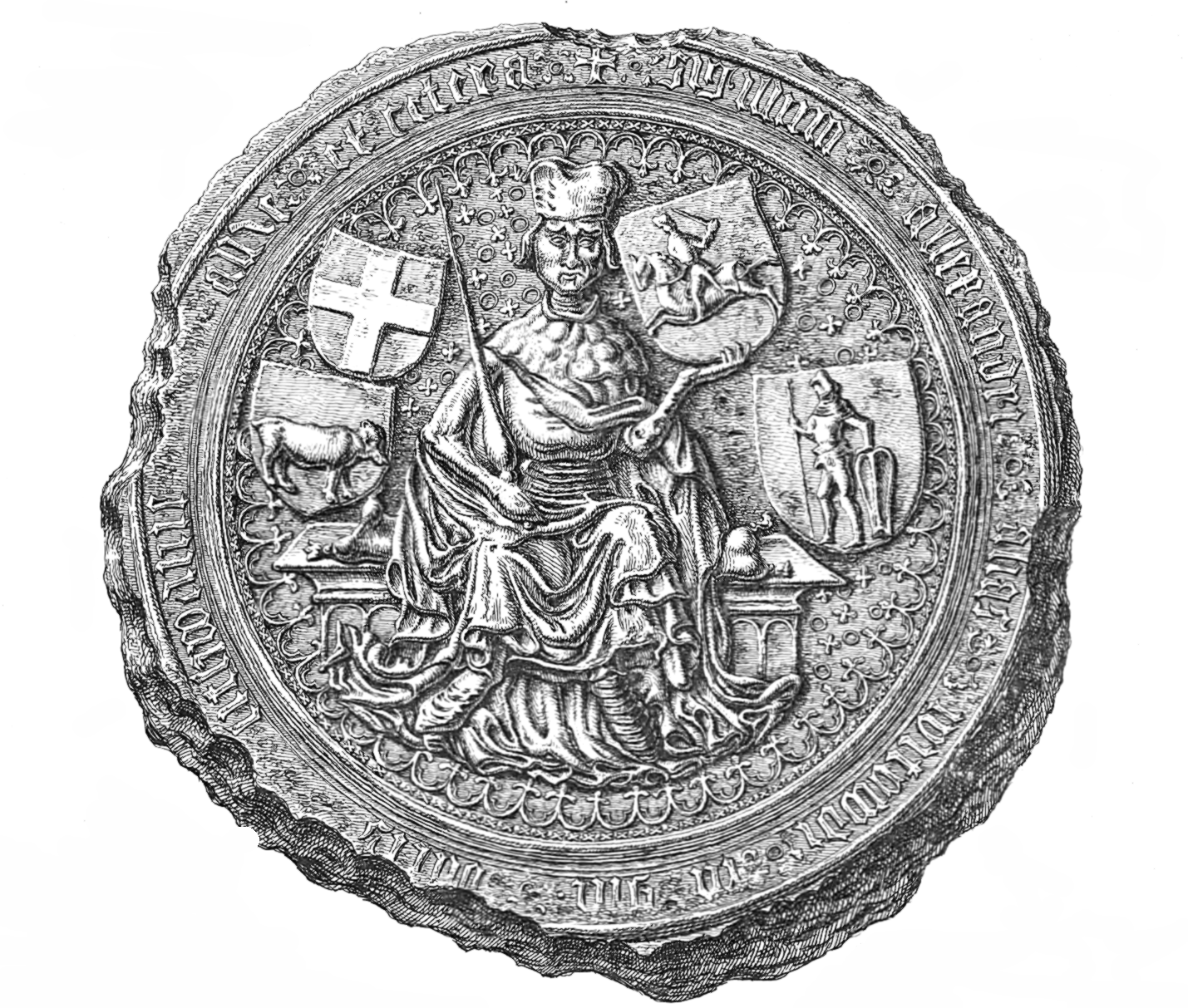
Печатка великого князя Вітовта (1407 р.)

Герб Дзукії

Герб Алітуського повіту (лит. Alytaus apskritis herbas) — символ сучасного адміністративно-територіального утворення в Литовській республіці Алітуського повіту. 

## Історія
Герб Алітуського повіту затверджено Декретом президента Литви за № 70 від 15 вересня 2004 року. 
Автор еталонного герба — художник Арвідас Каждайліс.

## Опис (блазон)
У синьому полі срібний воїн в обладунках тримає в правиці золоту алебарду на срібному древку, а лівицею опирається на срібний балтський щит зі золотою главою та основою; на синій облямівці десять золотих литовських подвійних хрестів.

## Зміст
Алітуський повіт охоплює більшу частину історичної області Дзукія, включно з її сучасною столицею містом Алітус. За згодою Дзукського культурного співтовариства для герба повіту використано малий герб Дзукії. Цей символ походить з герба Троцького князівства, відомого з печатки великого князя Вітовта з документів початку XV століття.
Синя облямівка з десятьма ягеллонськими хрестами (хрестами з чотирма раменами) — загальний елемент для гербів повітів Литви. Ягеллонський хрест символізує Литву, число 10 вказує на кількість повітів, золото в синьому полі — традиційні кольори ягеллонського хреста.